# Comarobatia
Comarobatia là một chi thực vật có hoa trong họ Hoa hồng.